# Puppy Bowl
Puppy Bowl ist ein US-amerikanisches Fernsehprogramm, das seit 2005 jährlich vom Animal Planet ausgestrahlt wird. Es beinhaltet ein American-Football-Spiel, ähnlich dem Super Bowl, nur werden statt Menschen Welpen eingesetzt. Der erste Puppy Bowl wurde am 6. Februar 2005 während des Super Bowl XXXIX ausgestrahlt. Die Welpen, die in Puppy Bowl gezeigt werden, sind aus Tierheimen.
Seit 2008 wird Puppy Bowl in 1080i und 16:9-Format in HD ausgestrahlt. Von 2005 bis 2008 wurde es in 480i und 4:3-Format in SDTV ausgestrahlt.

## Episodenliste
| #  | Puppy Bowl      | MVP                           | Erstausstrahlung |
| -- | --------------- | ----------------------------- | ---------------- |
| 1  | Puppy Bowl I    | Max, Jack Russell Terrier     | 6. Februar 2005  |
| 2  | Puppy Bowl II   | Monseigneur Jacques, Pudel    | 5. Februar 2006  |
| 3  | Puppy Bowl III  | Bomber, Samojede              | 4. Februar 2007  |
| 4  | Puppy Bowl IV   | Abigail, Jack Russell Terrier | 3. Februar 2008  |
| 5  | Puppy Bowl V    | Matilda, Beagle               | 1. Februar 2009  |
| 6  | Puppy Bowl VI   | Jake, Chihuahua/Mops-Mix      | 7. Februar 2010  |
| 7  | Puppy Bowl VII  | CB, Shih Tzu/Terrier-Mix      | 6. Februar 2011  |
| 8  | Puppy Bowl VIII | Fumble, Terrier-Mix           | 5. Februar 2012  |
| 9  | Puppy Bowl IX   | Fitz, Catahoula Mix           | 3. Februar 2013  |
| 10 | Puppy Bowl X    | Loren, Epagneul Breton        | 2. Februar 2014  |
| 11 | Puppy Bowl XI   | Cara, Cavatzu                 | 1. Februar 2015  |
| 12 | Puppy Bowl XII  | Star, Chow-Chow               | 7. Februar 2016  |
| 13 | Puppy Bowl XIII |                               | 5. Februar 2017  |